# North Peace River (circonscription britanno-colombienne)
Pour les articles homonymes, voir Peace River.
Circonscription électorale provinciale du Canada
North Peace River est une ancienne circonscription provinciale de la Colombie-Britannique représentée à l'Assemblée législative de la Colombie-Britannique de 1956 à 1991.

## Géographie
La circonscription est issue de la partition de la circonscription de Peace River en deux entités North et South Peace River et était située dans la région de la rivière de la Paix au centre-nord est de la province.

## Liste des députés
| Législature                                    | Années                                 | Député                                 | Député                                 | Parti                                  |
| North Peace River Issue de Peace River         | North Peace River Issue de Peace River | North Peace River Issue de Peace River | North Peace River Issue de Peace River | North Peace River Issue de Peace River |
| ---------------------------------------------- | -------------------------------------- | -------------------------------------- | -------------------------------------- | -------------------------------------- |
| 25e                                            | 1956–1960                              |                                        | Harold Earl Roche                      | Créditiste                             |
| 26e                                            | 1960–1963                              |                                        | Jacob Francis Huhn                     | Créditiste                             |
| 27e                                            | 1963–1966                              |                                        | Jacob Francis Huhn                     | Créditiste                             |
| 28e                                            | 1966–1969                              |                                        | Ed Smith                               | Créditiste                             |
| 29e                                            | 1969–1972                              |                                        | Ed Smith                               | Créditiste                             |
| 30e                                            | 1972–1975                              |                                        | Ed Smith                               | Créditiste                             |
| 31e                                            | 1975–1979                              |                                        | Ed Smith                               | Créditiste                             |
| 32e                                            | 1979–1983                              |                                        | Anthony Brummet                        | Créditiste                             |
| 33e                                            | 1983–1986                              |                                        | Anthony Brummet                        | Créditiste                             |
| 34e                                            | 1986–-1991                             |                                        | Anthony Brummet                        | Créditiste                             |
| Circonscription abolie, voir Peace River North |                                        |                                        |                                        |                                        |